# Robert Bednorz
Robert Bednorz (* 18. Mai 1882 in Pilzendorf (Oberschlesien), heute Stadtteil von Zabrze; † 6. April 1973 in Wiesbaden) war ein deutscher Bildhauer und Hochschullehrer.

## Leben und Werk
Bednorz absolvierte zunächst eine handwerkliche Lehre und studierte dann zwischen 1903 und 1907 an der Königlichen Kunst- und Kunstgewerbeschule Breslau bei Albert Werner-Schwarzburg sowie von 1907 bis 1910 als Meisterschüler von Ludwig Manzel in Berlin. In den Jahren 1911/1912 hielt er sich mit Rom-Stipendium in der Villa Strohl-Fern auf und war nach Rückkehr in Breslau tätig. 1913 entstand für den Innenhof der Kulturgeschichtlichen Abteilung der Jahrhundertausstellung in Breslau ein Pallas-Athene-Brunnen als gemeinsames Werk von Bednorz und Hans Poelzig.
Von 1924 bis zu ihrer Schließung 1932 war Bednorz Professor für Bildhauerei an der Breslauer Akademie für Kunst und Kunstgewerbe. Politische Gründe führten 1933 zur Entlassung aus dem Staatsdienst. Von 1941 bis 1943 war er Professor an der Staatlichen Kunstgewerbeschule Krakau. Nach Ende des Zweiten Weltkriegs und Flucht ließ er sich in Wiesbaden nieder. 1949 entwarf er die Goethe-Plakette des Hessischen Ministeriums für Wissenschaft und Kunst. 1953 beteiligte sich Bednorz mit zwei Plastiken an der Dritten Deutschen Kunstausstellung in Dresden.

## Werke (Auswahl)

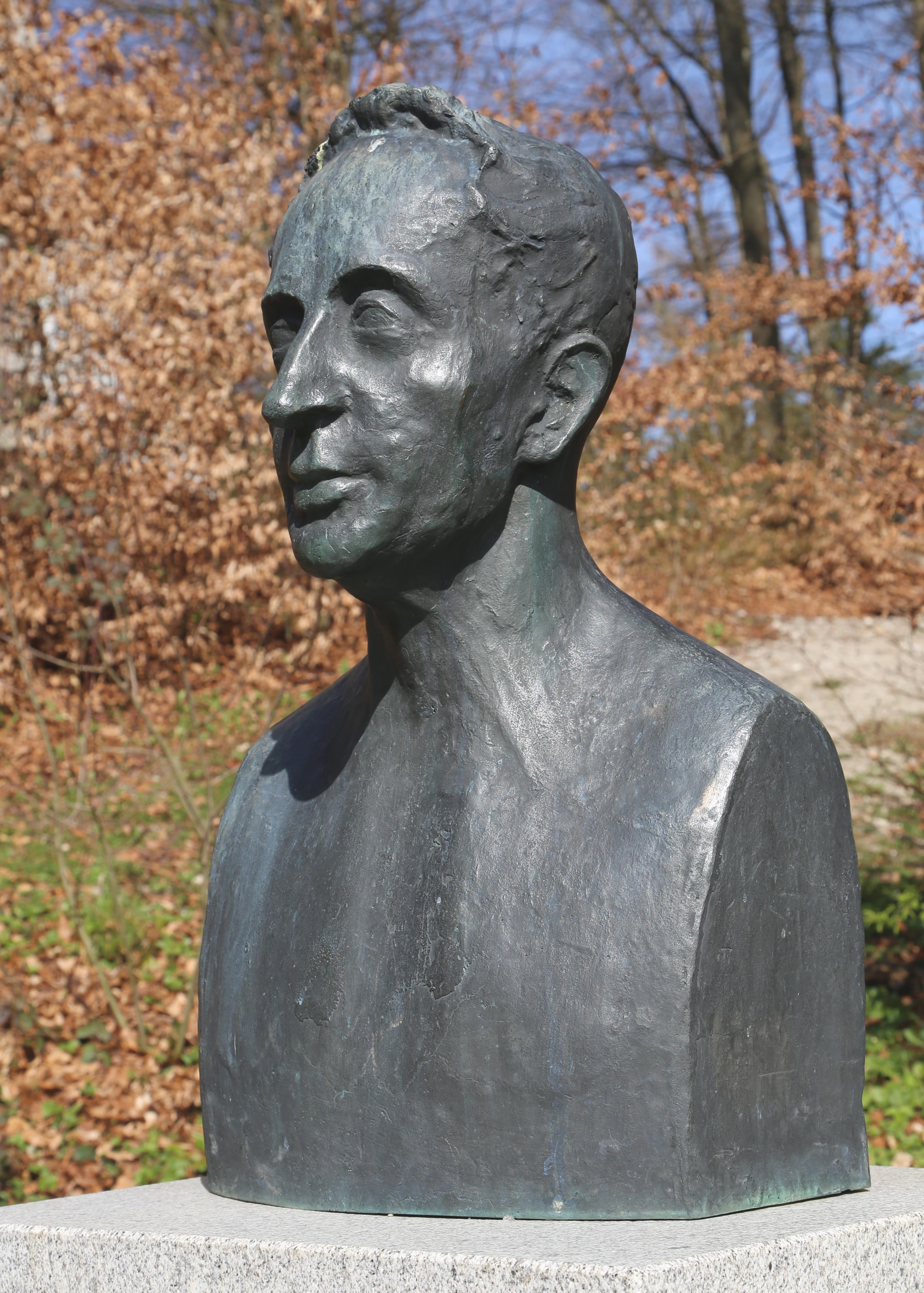
Eichendorffdenkmal, Ebersberg

### Werke im öffentlichen Raum
- Flachreliefe mit Fabelwesen am Wasserturm Breslau
- Pallas-Athene-Brunnen im Innenhof des Vier-Kuppel-Pavillons in Breslau
- Bismarckdenkmal in Oppeln
- Eichendorffdenkmal auf der Ludwigshöhe in Ebersberg (1959)[3]

### Plastiken
- Nackte Frau, die Haare zurechtmachend (Statuette, 1919; Nationalgalerie Berlin)[4]
- Friedrich Ebert (Büste; 1924, Bronze; Nationalgalerie Berlin)[5]

## Auszeichnungen
- 1910: Rom-Preis der Preußischen Akademie der Künste
- 1952: Großes Verdienstkreuz des Verdienstordens der Bundesrepublik Deutschland
- 1966: Oberschlesischer Kulturpreis